# Tysk kackerlacka
Tysk kackerlacka (Blattella germanica) är en kackerlacksart som först beskrevs av Carl von Linné 1767. Den ingår i släktet Blattella och familjen småkackerlackor. Inga underarter finns listade i Catalogue of Life.

## Beskrivning
Den tyska kackerlackan har en tillplattad, oval kropp med långa antenner och smala ben. Färgen är ljusbrun med två breda, mörkare längsstrimmor som löper parallellt på ryggskölden. Längden är 12,7 till 15,9 millimeter, och vikten varierar från 100 till 120 milligram. Båda könen har flygvingar, trots att de inte kan flyga. Honan har dessutom täckvingar, vilket hanen saknar. Hanen är dessutom mindre och slankare.

## Utbredning
Trots namnet antar man numera att den tyska kackerlackan härstammar från Sydöstasien; tidigare ansågs ursprunget vara Östafrika. Arten har emellertid spritt sig till större delen av jorden. En begränsande faktor är temperaturen; den förekommer inte utomhus i kyligare klimat. Även i dessa delar av världen förekommer de emellertid inomhus, i uppvärmda lokaler. Arten finns i Sverige, dit den har funnits sedan före 1800, samt i Finland, där den av Finlands artdatacenter betecknas som "väletablerad".

## Ekologi
Arten är nattaktiv, marklevande och föredrar fuktiga och inte alltför kyliga habitat, som regnskog, buskskog, chaparral, taiga, grottor och bebyggda områden, där den lever i stora grupper. Den lever gärna inomhus, i tempererade klimat mycket på grund av att den inte är anpassad till alltför kyliga omgivningar. I byggnader väljer den gärna varma rum som kök och badrum. Den tyska kackerlackan kan inte flyga, trots att den har vingar, utan tar sig fram till fots, gärna springande. Under dagen gömmer den sig i diverse springor och skrevor, något som underlättas av dess platta kroppsform.

### Föda
Arten är en allätare som, trots att den kan ta levande växtföda som frukter, frön och nötter samt andra leddjur, främst lever på dött material som detritus och as. De inomhuslevande populationerna tar främst mänsklig föda som stärkelseprodukter, socker, sötsaker, matfett och köttprodukter. Det är inte heller ovanligt att den söker föda bland sopor och annat avfall. Den kan även äta av sådant som normalt inte betraktas som människoföda som tvål, tandkräm och lim.

### Fortplantning
Den tyska kackerlackan har ingen speciell lektid utan parar sig året om. Arten har ofullständig förvandling: De larver som kläcks ur äggen ser ut som de vuxna insekterna fast mindre, mörkare och utan vingar. De växer genom att ömsa hud, vanligen 6 till 7 gånger. Honan bär med sig äggen i en äggkapsel som rymmer mellan 30 och 48 ägg. Äggkapseln är brun, avlång, omkring 8 mm lång, 3 mm hög och 2 mm bred samt bärs stickande ut från bakkroppen. Honan bär med sig äggen ända tills det är dags för dem att kläckas, något som sker ungefär fyra veckor efter äggläggningen. Då lämnar hon äggkapseln i någon skreva eller på någon annan skyddad plats. Det är emellertid inte ovanligt att en del av äggen kläcks redan när honan fortfarande bär på äggkapseln. Larverna (kallas "nymfer" när det är fråga om ofullständig förvandling) blir fullvuxna vid mellan 40 och 150 dygns ålder (i genomsnitt 65). Hanarna lever i 100 till 150 dygn, honorna i 190 till 200 dygn. Under sin livstid hinner honan med att producera mellan 6 och 8 äggkapslar.

## Betydelse för människan
Arten är en smittospridare som kan sprida flera olika typer av sjukdomsalstrade organismer som virus, bakterier och protozoer. den är framför allt en vektor för dysenteri, matförgiftning och andra gastroenteriter. Dessutom kan exkrementerna och de avlagda nymfhudarna orsaka allergier. Arten kan även avge skarpt luktande utsöndringar som gör maten den äter av olämplig som människoföda.